# Мясников, Евгений Александрович
Евге́ний Алекса́ндрович Мяснико́в (25 мая 1920; село Вязовка, Саратовская губерния — 1 февраля 1991, Москва) — Герой Советского Союза (1945), полковник (1957), военный лётчик 1-го класса (1959).

## Биография
Родился 25 мая 1920 года в селе Вязовка (ныне — Татищевского района Саратовской области). В 1937 году окончил 9 классов школы. В 1937—1939 годах обучался в Балашовской лётной школе ГВФ.
В армии с октября 1939 года. В мае 1941 года окончил Балашовскую военную авиационную школу лётчиков. Служил лётчиком в запасных авиационных полках.
Участник Великой Отечественной войны: в феврале 1943 — мае 1945 — лётчик, старший лётчик, командир звена, заместитель командира и командир авиаэскадрильи 449-го бомбардировочного авиационного полка (Юго-Западный, 1-й и 3-й Украинские фронты). Участвовал в Белгородско-Харьковской, Донбасской, Днепропетровской, Никопольско-Криворожской, Одесской, Львовско-Сандомирской, Будапештской и Венской операциях. За время войны совершил 307 боевых вылетов на бомбардировщике А-20 «Бостон». 24 июня 1945 года участвовал в Параде Победы.
За мужество и героизм, проявленные в боях, Указом Президиума Верховного Совета СССР от 18 августа 1945 года капитану Мясникову Евгению Александровичу присвоено звание Героя Советского Союза с вручением ордена Ленина и медали «Золотая Звезда».
После войны до 1949 года служил в ВВС командиром авиаэскадрилий (в Южной группе войск в Румынии и Закавказском военном округе). В 1954 году окончил Военно-воздушную академию (Монино). В 1954—1957 — старший лётчик-инспектор в Управлении боевой подготовки ВВС. В 1957—1958 — заместитель командира бомбардировочной авиадивизии, в 1958—1960 — командир бомбардировочного и разведывательного авиаполков (на Дальнем Востоке). С апреля 1960 года полковник Е. А. Мясников — в запасе.
В 1961—1974 годах работал начальником отделения, начальником и заместителем начальника отдела организации и технологии управления воздушным движением в Государственном научно-исследовательском институте гражданской авиации, в 1974—1983 — ведущим инженером в Научно-экспериментальном центре автоматизации управления воздушным движением Министерства гражданской авиации.

Могила на Кунцевском кладбище

Жил в Москве. Умер 1 февраля 1991 года. Похоронен на Кунцевском кладбище в Москве.

## Награды
- Медаль «Золотая Звезда» (18.08.1945).
- Орден Ленина (18.08.1945).
- Два ордена Красного Знамени (31.05.1943; 29.04.1944).
- Два ордена Отечественной войны 1-й степени (20.09.1944; 11.03.1985).
- Орден Отечественной войны 2-й степени (21.09.1943).
- Два ордена Красной Звезды (31.05.1943; 5.11.1954).
- Медали.
- Болгарская медаль.